# William von Perth

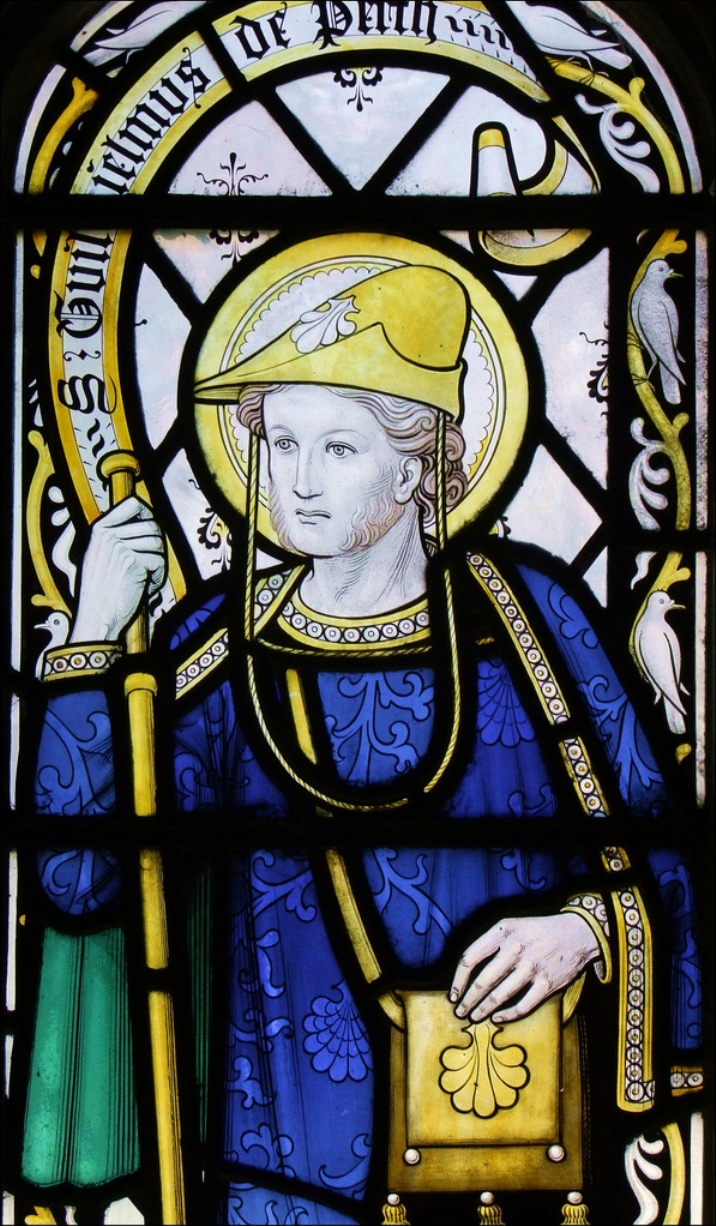
William von Perth, Bildfenster in der Kathedrale von Rochester (19. Jh.)

William von Perth oder William von Rochester, lat. Guillelmus de Pertha, Willelmus de Roffia (* in Perth (Schottland); † vielleicht 1201 in Rochester (Kent)) war ein Märtyrer, der seit dem frühen 13. Jahrhundert in der Kathedrale von Rochester als Heiliger verehrt und 1256 kanonisiert wurde. Seine Vita ist einzig aus der Nova Legenda Angliae bekannt, die John Capgrave († 1464) aus unidentifizierten älteren Quellen zusammenstellte. Ein Anhaltspunkt für die ungefähre zeitliche Einordnung der Geschichte findet sich dort nicht. William gilt als Schutzpatron der Adoptivkinder; sein Gedenktag ist der 23. Mai.

## Vita
Die Nova Legenda Angliae erzählt, William, geboren in Perth und von Beruf Bäcker, habe als junger Mann ausschweifend gelebt, sich dann jedoch zu einem streng religiösen Leben bekehrt. Er habe täglich die heilige Messe besucht und ein Zehntel seines Backwerks an Bedürftige verteilt. An der Kirchentür habe er eines Tages ein ausgesetztes Kind gefunden; er habe den Jungen wie ein eigenes Kind angenommen und ihn das Bäckerhandwerk gelehrt. Später sei er mit dem herangewachsenen Adoptivsohn zu einer Votiv-Wallfahrt nach Jerusalem aufgebrochen. Nach einer Wegstation in Rochester habe ihn der junge Mann planvoll in die Irre geführt und an einem einsamen Ort aus Habgier ermordet. Eine geistesgestörte Frau habe den Toten gefunden und seinen blutigen Kopf mit einem Blumenkranz geschmückt; später habe sie sich den Kranz selbst aufgesetzt und sei im selben Augenblick wieder zu klarem Verstand gekommen.

## Heiligsprechung und Verehrung
Bischof Laurenz von St. Martin erreichte im Jahr 1256 die Heiligsprechung Williams durch Papst Alexander IV. Da William als Jerusalempilger umgekommen war, galt er als Märtyrer. Sein Schrein in der Kathedrale von Rochester, mit Ablassprivilegien ausgestattet, wurde eines der meistbesuchten Wallfahrtsziele Englands und galt als Ort vieler Wunderheilungen. Die Geldopfer der Pilger, darunter auch von König Eduards I., ermöglichten eine reiche Ausgestaltung des Doms. Mit der englischen Reformation kam die Wallfahrt zum Erliegen. Der Schrein mitsamt der Reliquien ist nicht mehr vorhanden. Bei der Neugestaltung der Kathedrale um die Wende zum 20. Jahrhundert wurde jedoch über seinem früheren Ort im nordöstlichen Querschiff ein neues Bildfenster mit einer Darstellung Williams als Pilger eingesetzt.